# 東京消防庁第八消防方面本部
東京消防庁第八消防方面本部（とうきょうしょうぼうちょうだいはちしょうぼうほうめんほんぶ）は、東京消防庁の内局で、東京都の立川市、国立市、武蔵野市、三鷹市、府中市、昭島市、調布市、小金井市及び小平市、東村山市、国分寺市、狛江市、東大和市、武蔵村山市、清瀬市、西東京市、東久留米市の各市から委託された消防業務を担当する消防本部である。

## 所在地
立川市泉町1156-1　立川消防合同庁舎（立川広域防災基地内）

## 管轄消防署
第八消防方面本部には14の消防署、32の出張所がある。消防救助機動部隊（ハイパーレスキュー）1隊、特別救助隊3隊、特別消火中隊15隊、水難救助隊1隊が配置されている。

### 第八方面消防救助機動部隊（ハイパーレスキュー）
- 第八消防方面本部消防救助機動部隊（ハイパーレスキュー：8HR）
  - 所在地 立川市泉町1156-1

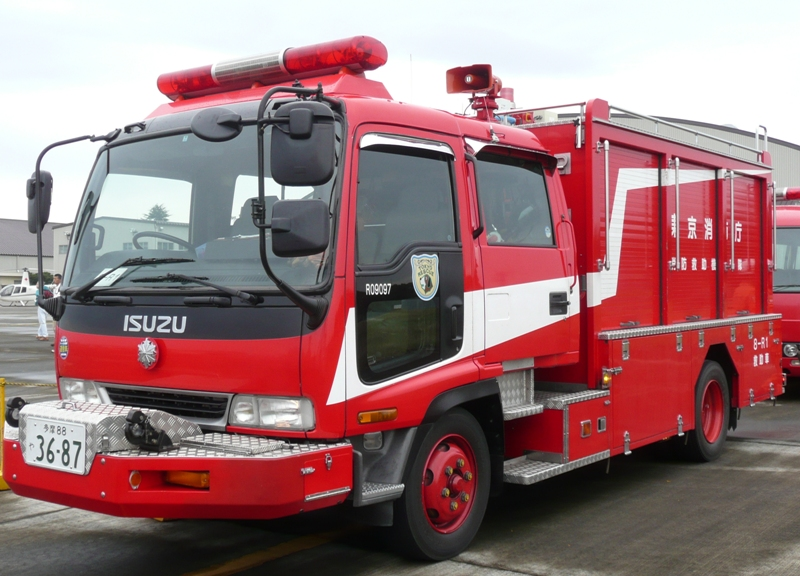
救助車II型
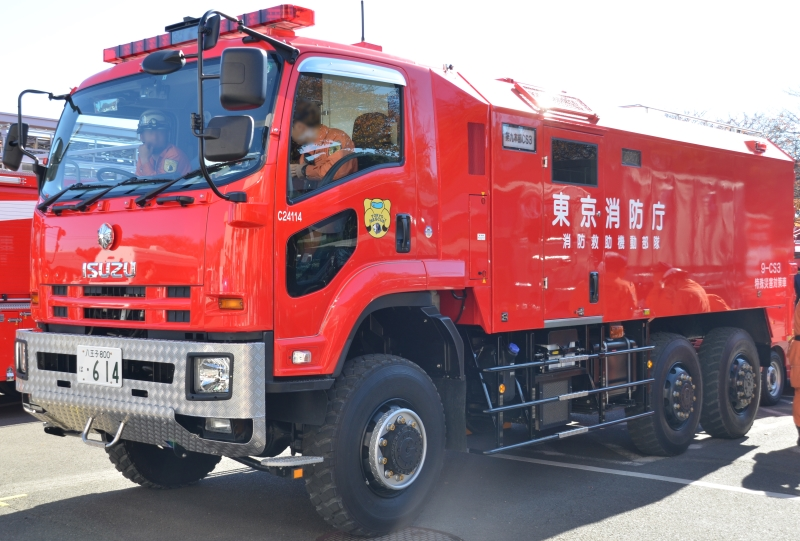
高踏破偵察車
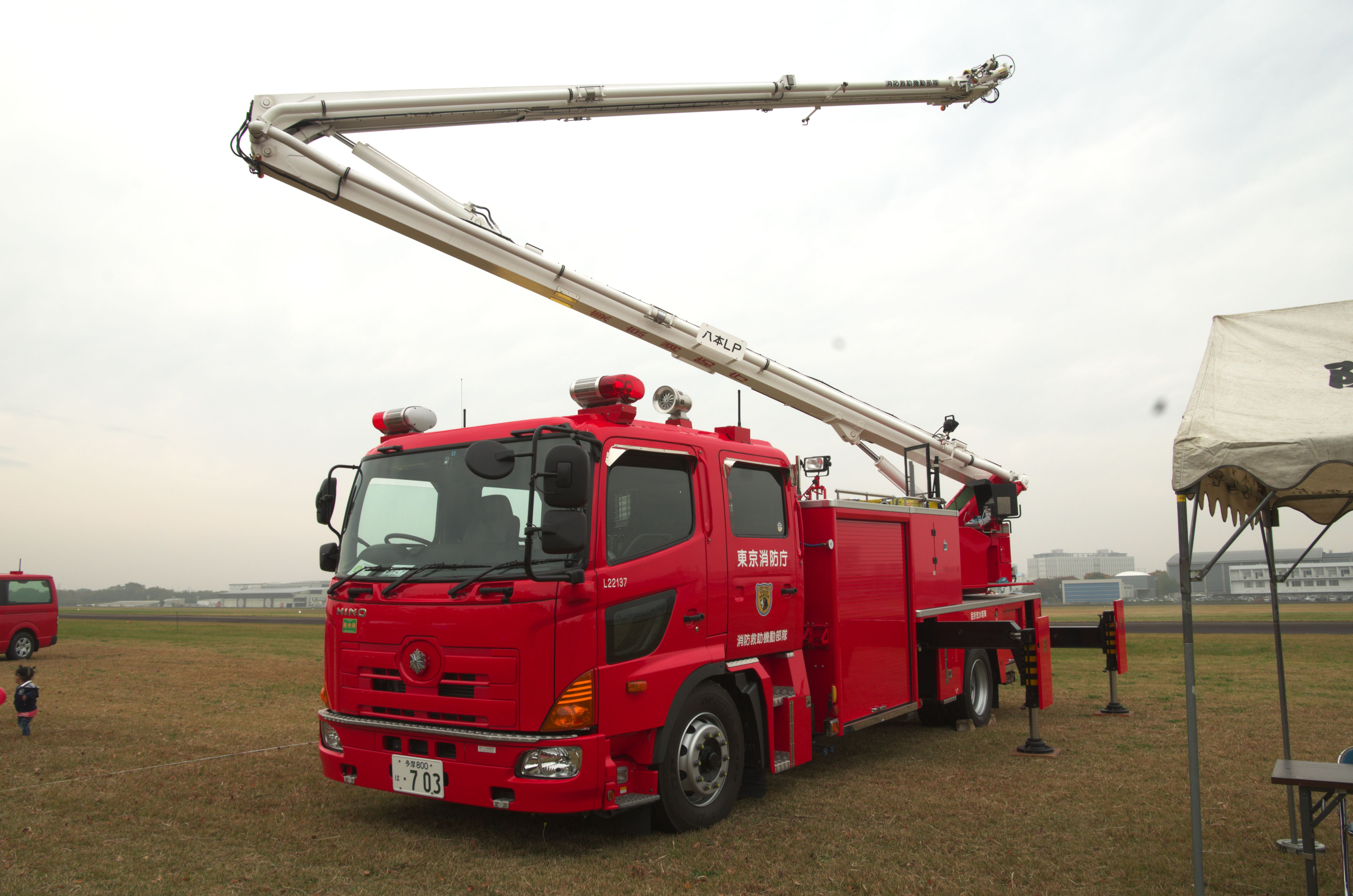
屈折放水塔車
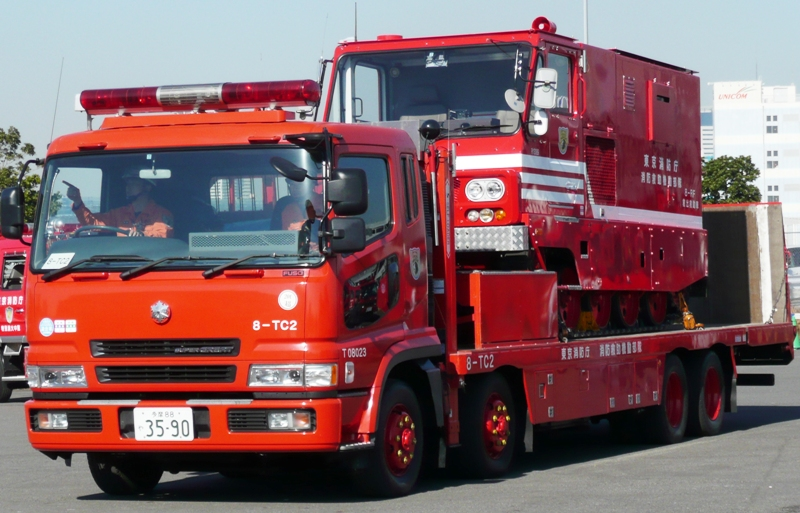
救出救助車及び重機搬送車 TC1
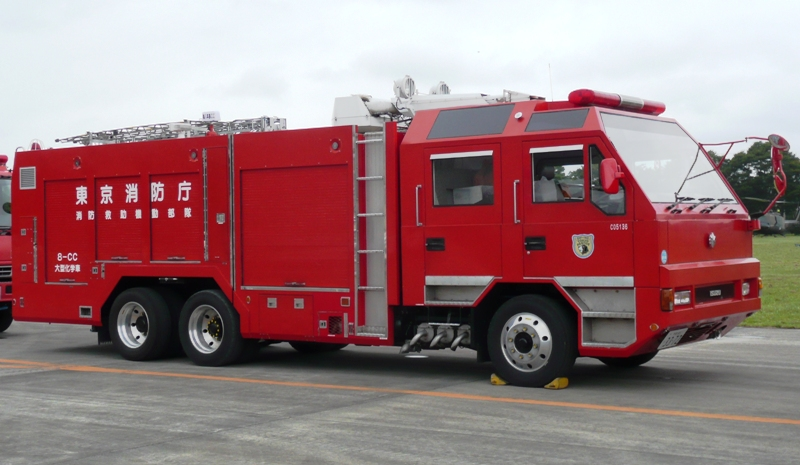
大型化学車
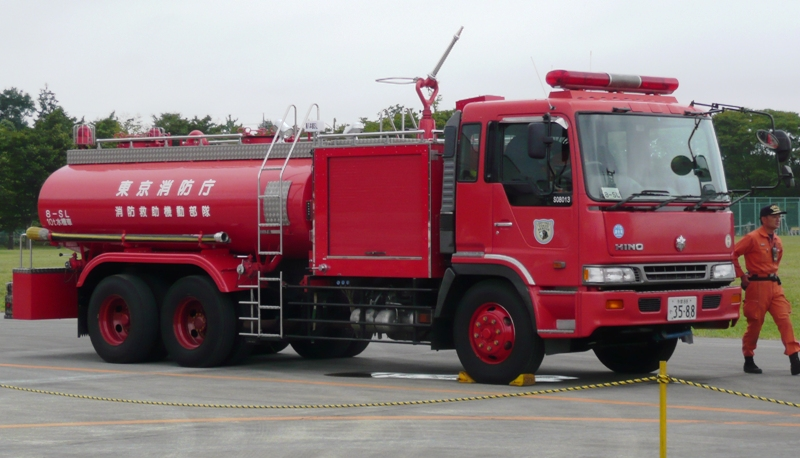
10t水槽車

### 立川消防署
- 本署 立川市泉町1156-1
  - 錦町出張所 立川市錦町3-6-18
  - 砂川出張所 立川市砂川町3-43-4
  - 国立出張所 国立市富士見台3-1-2
  - 谷保出張所 国立市富士見台1-44-5

### 武蔵野消防署
- 本署 武蔵野市吉祥寺北町4-6-1
  - 武蔵境出張所 武蔵野市境南町1-26-38
  - 吉祥寺出張所 武蔵野市吉祥寺東町1-1-21

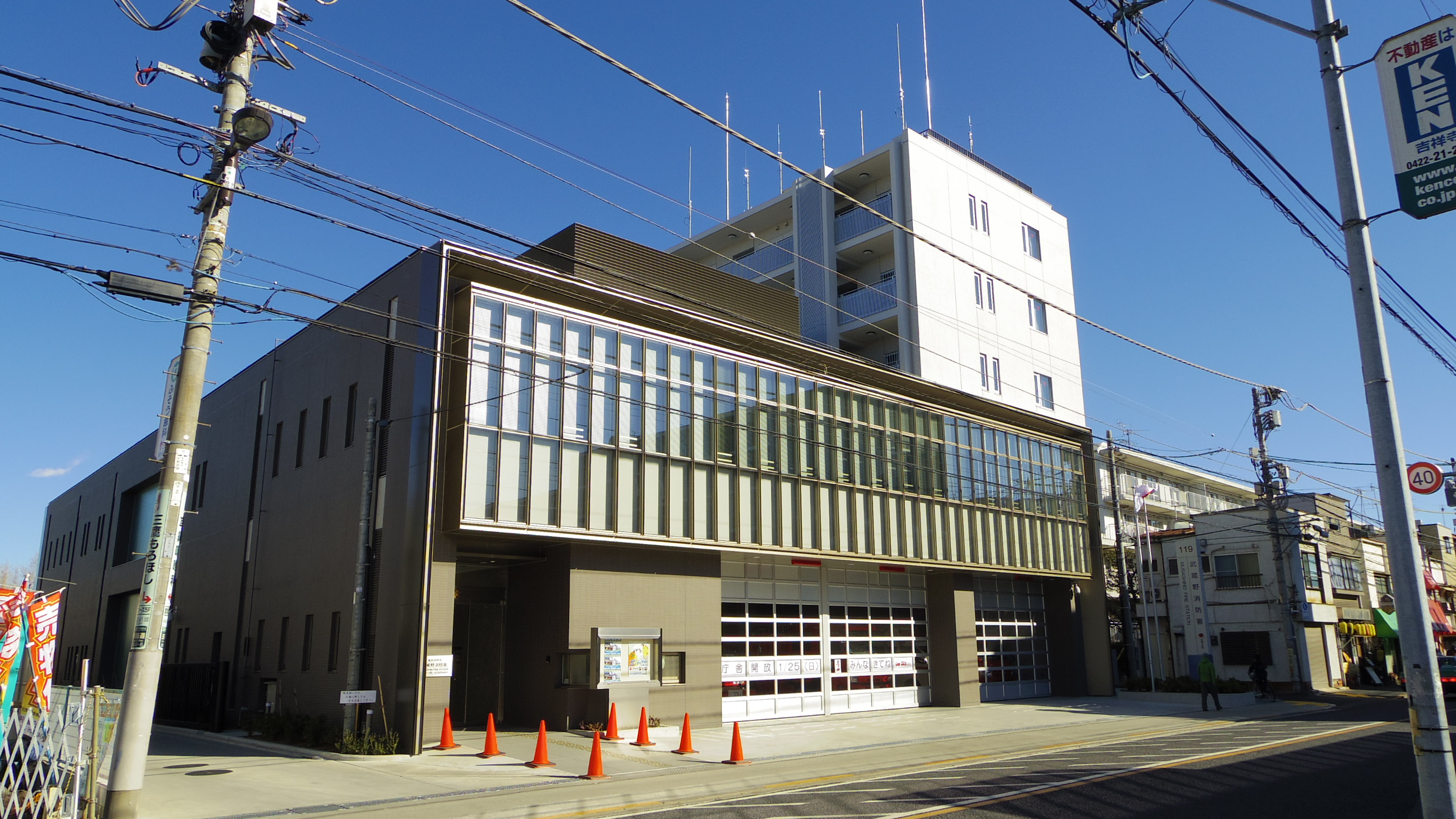
武蔵野消防署本署

### 三鷹消防署

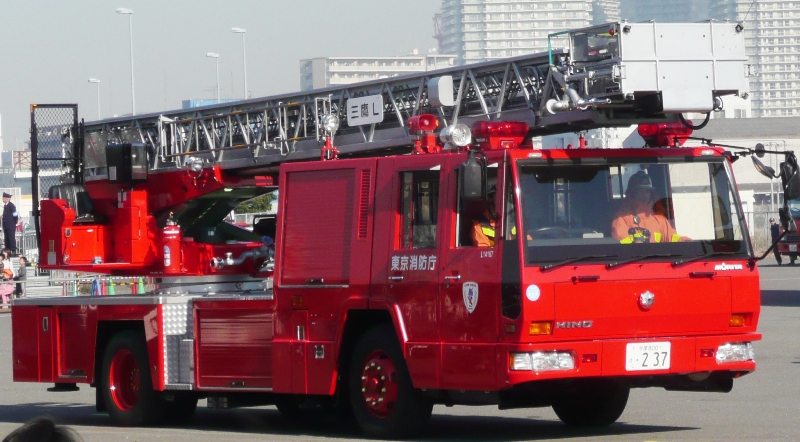
三鷹消防署はしご車

- 本署 三鷹市下連雀9-2-17
  - 下連雀出張所 三鷹市下連雀4-15-28
  - 大沢出張所 三鷹市大沢3-9-17
  - 牟礼出張所 三鷹市牟礼2-6-17

### 府中消防署

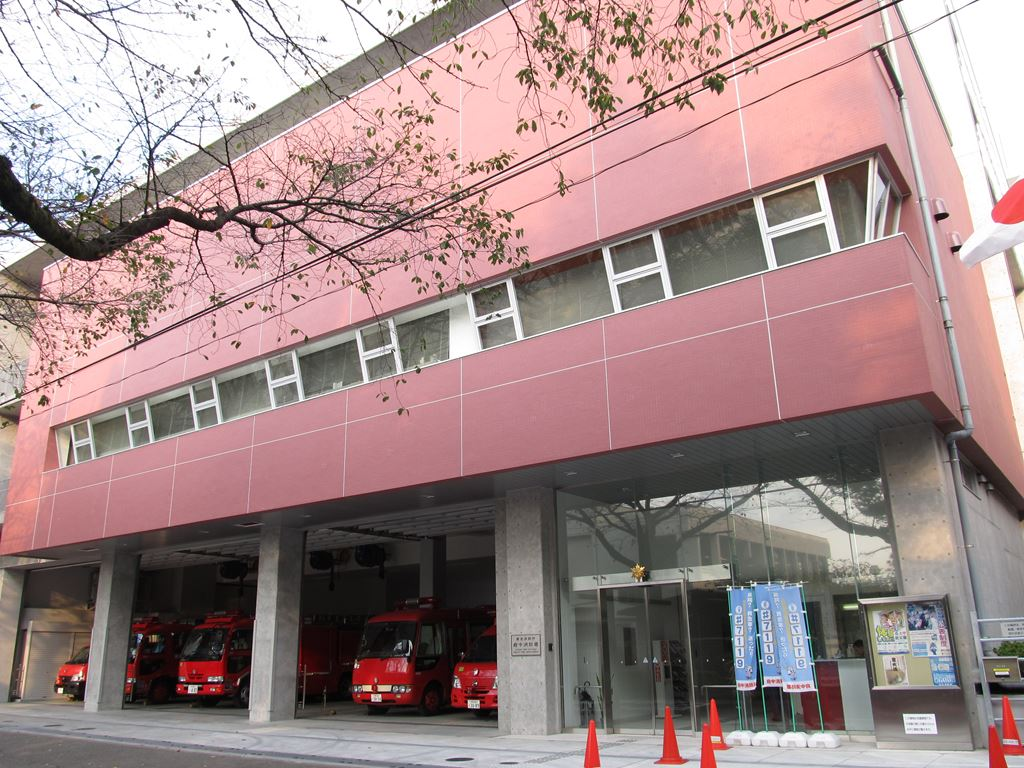
府中消防署本署

- 本署 府中市寿町1-5
  - 分梅出張所 府中市分梅町5-9-7
  - 朝日出張所 府中市朝日町3-13
  - 是政出張所 府中市是政2-12-5
  - 栄町出張所 府中市栄町3-1-4

### 昭島消防署
- 本署 昭島市松原町1-14-1
  - 昭和出張所 昭島市もくせいの杜1-5-50
  - 大神出張所 昭島市つつじが丘3-2-2

### 調布消防署
- 本署 調布市下石原1-16-1
  - つつじヶ丘出張所 調布市西つつじヶ丘3-8-3
  - 国領出張所 調布市国領町7-50-1
  - 深大寺出張所 調布市深大寺東町5-25-11

### 小金井消防署
- 本署 小金井市本町6-6-1
  - 緑町出張所 小金井市緑町2-2-42

### 小平消防署
- 本署 小平市仲町21
  - 小川出張所 小平市小川町1-208-1
  - 花小金井出張所 小平市花小金井6-12-1

### 東村山消防署
- 本署 東村山市美住町2-28-16
  - 秋津出張所 東村山市秋津町2-31-41
  - 本町出張所 東村山市本町1-1-2

### 国分寺消防署
- 本署 国分寺市泉町2-2-3
  - 戸倉出張所 国分寺市新町1-14-8
  - 西元出張所 国分寺市西元町1-13-31

### 狛江消防署

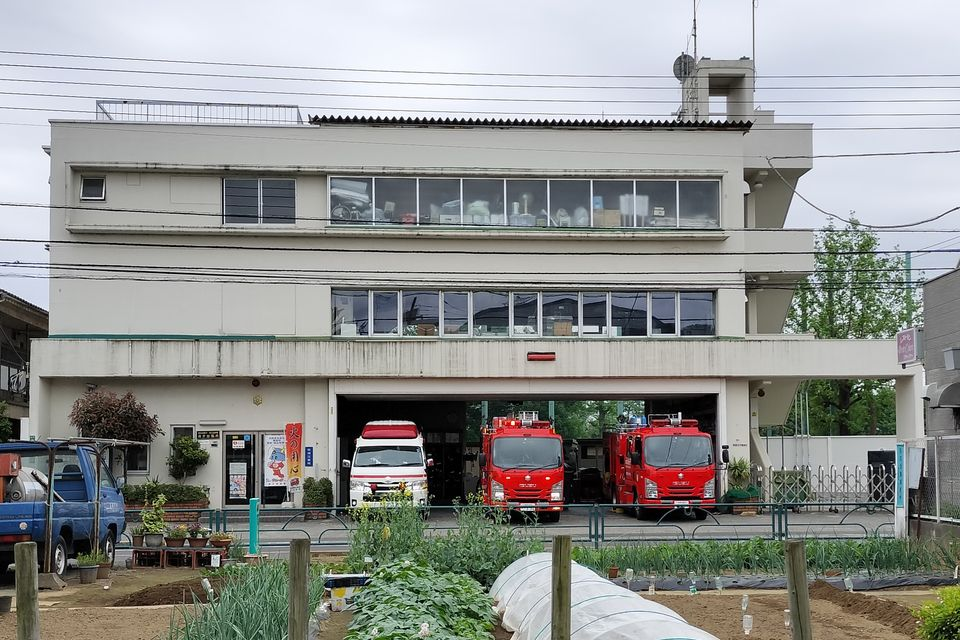
猪方出張所

- 本署 狛江市和泉本町1-23-10
  - 猪方出張所 狛江市猪方2-5-16

### 北多摩西部消防署
- 本署 東大和市上北台1-956-1
  - 東大和出張所 東大和市仲原3-2-6
  - 武蔵村山出張所 武蔵村山市榎1-1-36

### 清瀬消防署
- 本署（仮庁舎） 清瀬市中清戸2-852-6
  - 竹丘出張所 清瀬市竹丘2-7-6

### 西東京消防署
- 本署 西東京市中町1-1-6
  - 田無出張所 西東京市向台町2-3-6
  - 西原出張所 西東京市西原町2-1-14
  - 保谷出張所 西東京市下保谷1-2-4

### 東久留米消防署
- 本署 東久留米市幸町3-4-34
  - 新川出張所 東久留米市新川町2-3-11